# Eumerus aeneithorax
Eumerus aeneithorax är en tvåvingeart som beskrevs av Enrico Adelelmo Brunetti 1915. Eumerus aeneithorax ingår i släktet månblomflugor, och familjen blomflugor. Inga underarter finns listade i Catalogue of Life.